# Parti ouvrier et paysan
Pour les articles homonymes, voir POP.
Ne doit pas être confondu avec Parti ouvrier et paysan français.

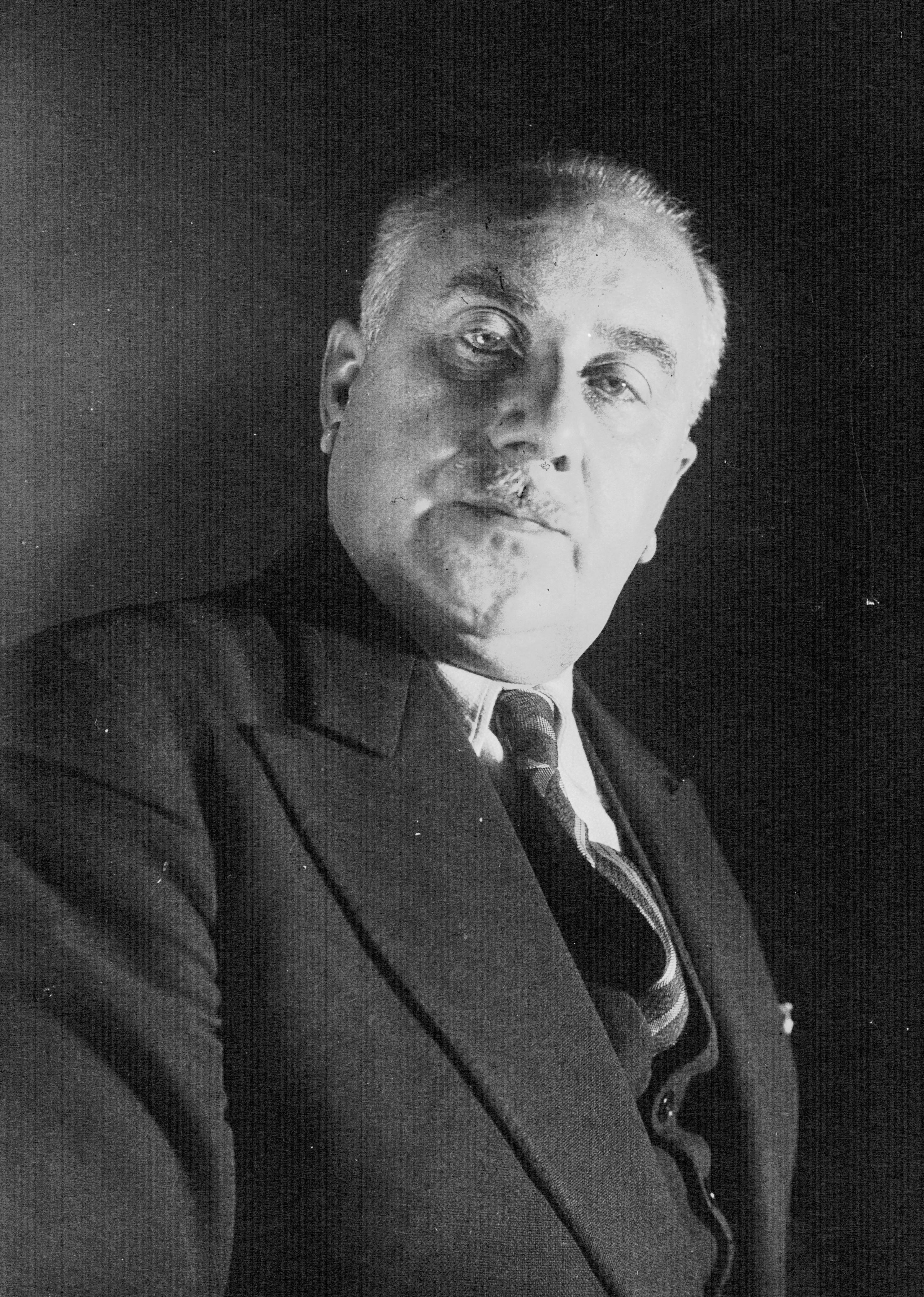
Louis Sellier 1933.

Le Parti ouvrier et paysan (POP) (1929-1930) était un parti politique français.

## Historique du POP
Le 24 novembre 1929, le Parti communiste exclut six conseillers municipaux parisiens : Louis Sellier (ancien secrétaire général du PCF en 1923-1924), Jean Garchery, Charles Joly, Louis Castellaz, Camille Renault, Louis Gélis.
Le 22 décembre 1929, les exclus et les démissionnaires du PC-SFIC créent le Parti ouvrier et paysan dirigé par Louis Sellier et Jean Garchery. 
Le POP a une courte existence : dès décembre 1930, il décide de fusionner avec le Parti socialiste communiste, ou Union socialiste communiste, au sein du Parti d'unité prolétarienne (PUP).
Attention : ne pas confondre le POP avec le Parti socialiste ouvrier et paysan (PSOP) créé par des socialistes révolutionnaires exclus de la SFIO (1938-1940), ni avec le Parti ouvrier et paysan français (POPF) qui regroupe les ex-communistes passés à la collaboration (1941-1944).

## Personnalités du POP
- Louis Sellier (ancien secrétaire général du PCF en 1923-1924)
- Jean Garchery (conseiller municipal et député PCF de Paris)
- Charles Auffray (cheminot, député maire PCF de Clichy. Il restera maire de Clichy de 1925 à 1942, PCF, puis POP, puis PUP, puis SFIO)
- Barbedienne (maire adjoint PCF de Clichy)

## Sources
- Le réquisitoire des Six : Louis Sellier, Jean Garchery, Charles Jolly, Castellaz, Camille Renault, Louis Gelis, conseillers municipaux de Paris et conseillers généraux de la Seine, Paris, Ça ira, Organe du Parti ouvrier et paysan, 1929, 69 p. Fonds Faucier du Centre d'histoire sociale du XXe siècle (UFR 09 de l'Université Paris1-Panthéon Sorbonne).